# Frączki (powiat bartoszycki)
Frączki (niem. Frankon) – zniesiona osada w Polsce położona w województwie warmińsko-mazurskim, w powiecie bartoszyckim, w gminie Bartoszyce.
W latach 1975–1998 miejscowość administracyjnie należała do województwa olsztyńskiego.
W 1889 r. był to folwark majątku ziemskiego Drawa. W 1983 r. był to przysiółek (PGR), ujmowany dla celów statystycznych razem ze wsią Bajdyty. Jako samodzielna jednostka istniała do roku 2011, kiedy to nazwa została urzędowo zniesiona a obszar włączony do wsi Bajdyty. (do 2011 r. - istniała kolonia: Frączki (nazwa zniesiona); dawny PGR.